# 아이스 버킷 챌린지

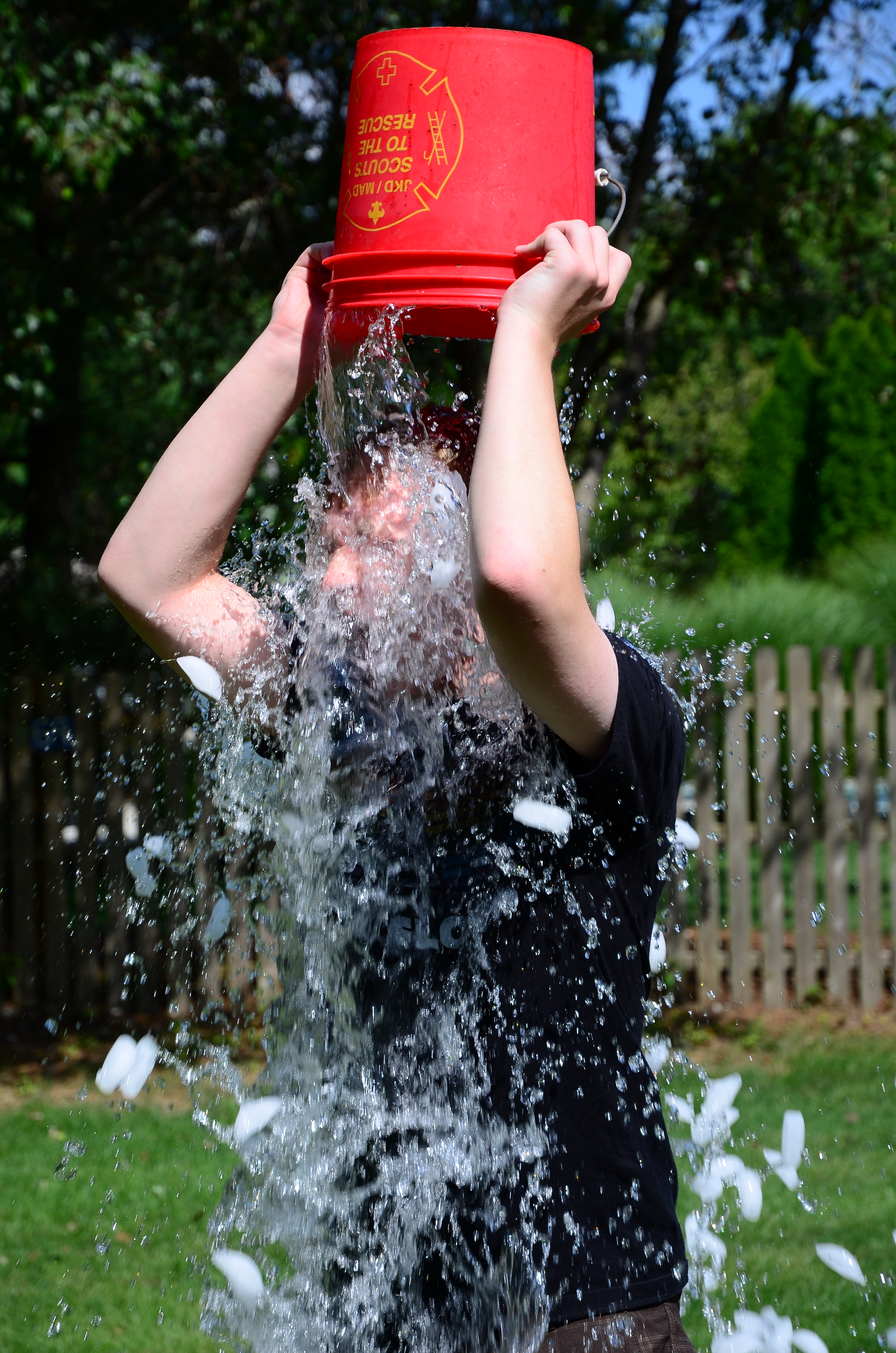
아이스 버킷 챌린지를 하고 있는 사람.

아이스 버킷 챌린지 혹은 ALS 아이스 버킷 챌린지는 사회 운동으로, 근위축성 측색 경화증(이른바 루게릭 병)에 대한 관심을 환기하고 기부를 활성화하기 위해 한 사람이 머리에 얼음물을 뒤집어 쓰는 방식으로 이루어져있다. 2014년 여름에 시작된 이 운동은 소셜 미디어를 통해 급격히 퍼져나가 하나의 유행이 되었다.
이 운동의 방식은 참가자가 동영상을 촬영하면서 시작된다. 참가자는 우선 동영상을 통해 이 도전을 받을 세 명의 사람을 지목하고, 24시간 내에 이 도전을 받아 얼음물을 뒤집어 쓰든지 100달러를 미국 ALS 협회에 기부하든지 선택하도록 유도한다. 그 후 참가자가 얼음물을 뒤집어 쓰는 간단한 방식이다. 그러나 얼음물을 뒤집어 쓰는 것이 하나의 사회 유행으로 퍼져, 기부를 하면서도 얼음물을 뒤집어 쓰는 사람들도 상당수이다.

## 확산
2013년부터 얼음물 대신 찬물에 입수하는 방식의 콜드 워터 챌린지가 한때 미북부에서 유행이 됐으나, 건강상 위험하다는 이유로 비판을 받았다. 그 동영상을 본 사람들은 입수 대신 물을 뒤집어 쓰면서 그 도전에 응답했다. 뉴질랜드에서도 이 방식을 사용해 암학회를 위한 기부 독려 활동을 펼치면서 하나의 사회적 유행으로 자리잡았다.
2014년 6월 30일에 미국의 한 골프 채널에서 찬물 대신 얼음물로 이 도전을 시작했다. 이 동영상을 본 루게릭 병 환자 팻 퀸은 본인의 동영상을 페이스북에 올리면서 소소한 유행으로 번지기 시작했다. 이 동영상을 본 피트 프레이츠라는 전 보스턴 칼리지의 야구 선수가 트위터에 관련 내용을 올리면서 전세계적으로 유명해지기 시작했다.
브라질의 축구선수 네이마르는 아이스 버킷 챌린지에 참여할 때 2014년 FIFA 월드컵에서 자신을 다치게 한 수니가를 지목했고, 수니가가 이를 받아들여 화제가 되었던 적도 있다.

## 논란
아이스 버킷 챌린지로 모금된 돈의 액수는 한화로 1025억원 (약 1억 달러) 에 이른다. 하지만 그 중 단 27퍼센트 미만만이 원래 목적대로 쓰이고 나머지 73퍼센트의 돈은 다른 목적으로 사용되었다고 한다. (기부금의 일부는 재단 중역의 월급으로 쓰였다.) 비영리 재단 재정 투명성을 감시하는 국제기관인 ECFA에 의하면 원래 의도한 기부 프로젝트에는 최소 80 퍼센트가 기부되어야 신뢰할 만한 비영리적 기부활동이라고 할 수 있다고 한다.
위 논란은 Political Ears라는 매체에 의해 제기되었다. 기사의 원문 보관됨 2014-09-29 - 웨이백 머신 다만, Political Ears는 검증되지 않은 풍자 전문 매체이며, 따라서 악의나 홍보 목적으로 작성되었을 가능성이 있다. 이 기사는 Research 부분에 기부금의 27%가 사용되었다는 것을 증거로 제시하는데 이외에도 patient and community services과 public and professional education에 각각 19%, 32%의 기부금이 사용되었다. 게다가 Fundraising에 기부금의 14% 사용되었기에 실제로 기부금 중 임금의 비율은 7%에 불과하다. 당연히 이에 대한 반론기사와 기관의 해명이 존재한다.

## 같이 보기
- 루게릭병